# Eugene Sseppuya
Eugene Sseppuya (ur. 1 kwietnia 1983 w Kampali), ugandyjski piłkarz, grający na pozycji napastnika.

## Kariera klubowa

### Początki kariery
Sseppuya zaczynał karierę w klubie Villa SC z Kampali w wieku siedmiu lat. Mając piętnaście lat zaczął grać profesjonalnie w tym klubie. Występował w barwach Villa SC do 2001 roku.

### Wyjazd do Stanów Zjednoczonych
Następnie wyjechał na stypendium zagraniczne na Uniwersytet Rolniczo-Techniczny w Alabamie, gdzie grał przez trzy lata w tamtejszej drużynie szkolnej. W 2005 roku został wybrany w drafcie przez klub występujący w MLS Colorado Rapids. Został w tej drużynie zarejestrowany na trzy miesiące i zagrał w jednym meczu MLS. Resztę sezonu spędził w drużynie z niższej ligi USL First Division, Virginia Beach Mariners. Zagrał tam w ośmiu meczach ligowych i strzelił dwie bramki. Później zawodnik zdecydował się kontynuować nauką na Uniwersytecie w Alabamie i w 2006 roku nie grał w żadnym klubie.

### FC Banants
W grudniu po tygodniowych testach podpisał dwuletni kontrakt z armeńskim zespołem FC Banants. Występował z tym klubem w Pucharze Mistrzów WNP, gdzie zdobył jedną bramkę w dwóch meczach. Nie zdołał sobie jednak wywalczyć miejsca w zespole i w lidze nie zagrał w żadnym spotkaniu. W czerwcu był już wolnym zawodnikiem.

### Vojvodina, Čukarički i FK Mladi Radnik
Następnie dzięki pomocy swojego rodaka Nestroy Kizito trafił do serbskiej Vojvodiny Nowy Sad. W Vojvodinie również nie był podstawowym zawodnikiem, wystąpił w 14 meczach ligowych, w większości wchodząc na boisko z ławki rezerwowych i zdobył dwie bramki. W 2009 roku trafił do klubu FK Čukarički Stankom, gdzie wywalczył sobie miejsce w pierwszym składzie zespołu i strzelił 9 bramek w 15 meczach w serbskiej Superlidze, w drugiej rundzie sezonu 2008/2009. W sezonie 2009/2010 zagrał w trzech meczach ligowych, po czy we wrześniu 2009 roku wygasł jego kontrakt z Čukaričkami.
14 września Sseppuya trafił na testy do polskiego klubu WKS Śląsk Wrocław. Po trzydniowych testach szkoleniowcy Śląska nie zdecydowali się na zatrudnienie Ugandyjczyka.
W październiku 2009 roku Sseppuya podpisał kontrakt z serbskim klubem, występującym w Superlidze FK Mladi Radnik. Po kilku miesiącach i zaledwie sześciu występach opuścił klub i w połowie marca 2010 roku podpisał umowę z litewskim zespołem Sūduva Mariampol. Zaliczył w tym klubie trzy spotkania i przeniósł się do North Queensland Fury FC. Z kolei w 2011 roku 3-krotnie zagrał w barwach Petrolulu Ploeszti.

## Kariera reprezentacyjna
W 2000 roku grał w barwach reprezentacji Ugandy B.
W pierwszej reprezentacji Ugandy zadebiutował 19 czerwca 2007 roku w spotkaniu eliminacji Pucharu Narodów Afryki z reprezentacją Lesotho. W 2008 roku zagrał w pięciu meczach eliminacji do Mistrzostw Świata 2010, w których zdobył dwie bramki.